# 巴彦锡勒街道
巴彦锡勒街道是中华人民共和国内蒙古自治区锡林郭勒盟锡林浩特市下辖的一个街道办事处。

## 行政区划
巴彦锡勒街道下辖以下村级行政区划单位：
巴彦锡勒总场村、桃林塔拉分场村、乌拉苏太分场村、沃村吐儒分场村、黄花村特分场村、巴彦锡勒分场村和嘎松乌拉分场村。